# 陽影月
陽影月（ひかげつ）は、日本の3人組和洋コラボユニット。出身地：日本
津軽三味線の岡野兄弟、ピアノの徳丸大将の3人の奏者がオリジナル曲を中心に日本や西洋の伝統音楽、映画やアニメの人気曲やボーカロイドの曲など、幅広いジャンルの曲を華やかにアレンジして演奏する。

## メンバー
Masa（マサ）（岡野将之・おかのまさゆき）  1987年10月10日生まれ。10歳から三味線を始める。津軽三味線コンクール埼玉大会優勝、全国津軽三味線大阪大会準優勝（一般の部）、全日本津軽三味線競技会名古屋大会3位（一般の部）等。

TES（テス）（岡野哲也・おかのてつや）  1989年10月30日生まれ。8歳から三味線を始める。津軽三味線全国東京大会優勝（ジュニアの部）、全国津軽三味線大阪大会優勝（少年少女の部）、全国津軽三味線大阪大会優勝（一般の部）等。ロックバンドROA（ロア）のメンバー。

Taisho（タイショウ）（徳丸大将・とくまるたいしょう）  1989年11月24日生まれ。3歳からピアノを始める。5歳より多数のコンクールへ出場（YPF、ピティナ、ショパンコンクールINアジア等）YPFでは予選一位通過、本選最優秀賞を受賞。13歳よりバンド活動を始め、ドラムやヴォーカルを担当。2009年名古屋音楽大学ピアノ科入学。

## 主な受賞歴
Masa（マサ）
2005年 津軽三味線全日本金木大会 入賞(中高生の部)
2006年 津軽三味線コンクール埼玉県大会 優勝
2007年 全日本津軽三味線競技会名古屋大会 3位(一般の部)
2008年 全国津軽三味線大阪大会 3位(一般の部)
2010年 全国津軽三味線大阪大会 準優勝(一般の部)

TES（テス）
2003年 全国津軽三味線大阪大会 優勝(少年少女の部)
2004年 津軽三味線全国大会 優勝(ジュニアの部)
2005年 津軽三味線コンクール全国大会 優勝(少年少女の部)
2005年 全国津軽三味線大阪大会 準優勝(一般の部)
2006年 津軽三味線全日本金木大会 入賞(一般A級)
2007年 津軽三味線全日本金木大会 入賞(一般A級)
2009年 全国津軽三味線大阪大会 優勝(一般の部)

Taisho（タイショウ）
5歳よりコンクール多数出場
（YPF、ピティナ、ショパンコンクールINアジアetc…）
YPFでは予選一位で通過、本選では最優秀賞を受賞。
ピティナは毎年本選出場、8歳の時には全国大会出場。